# We Will 〜あの場所で〜
「We Will 〜あの場所で〜」（ウィー ウィル あのばしょで）は、EXILEの7枚目のシングル。2003年2月5日にrhythm zoneから発売。

## 概要
前作「EX-STYLE 〜Kiss you〜」から3カ月ぶりのシングル。2ndアルバム『Styles Of Beyond』からの先行シングル。
メンバーのSHUNがシングルでは初の作詞を担当。
ミュージックビデオには岡本綾が出演。
EXILE第二章以降に発売されたベストアルバム『EXILE BALLAD BEST』『EXTREME BEST』には、ATSUSHI、TAKAHIROによって再録された表題曲が収録されている。

## 収録曲
1. We Will 〜あの場所で〜 [5:26]
作詞：SHUN / 作曲：中野雄太 / 編曲：h-wonder
  - テレビ東京系『WINNERS』エンディングテーマ
2. Kiss you（Live Version）[4:45]
  - 6thシングル「EX-STYLE 〜Kiss you〜」表題曲のライブバージョン
3. song for you（Live Version）[5:44]
  - 4thシングルのライブバージョン
4. We Will 〜あの場所で〜（Instrumental）

## 収録アルバム
We Will 〜あの場所で〜
- Styles Of Beyond
- PERFECT BEST - SINGLE BEST
- EXILE BALLAD BEST（Orchestra Version）
- EXTREME BEST（Orchestra Version）